# Temporada 1995-96 de los Dallas Mavericks
La temporada 1995-96 fue la decimosexta de los Dallas Mavericks en la NBA. La temporada regular acabó con 26 victorias y 56 derrotas, ocupando el duodécimo puesto de la conferencia Oeste, no logrando clasificarse para los playoffs.

## Elecciones en elDraft
| Ronda | Puesto | Jugador        | Posición | Nacionalidad   | Universidad |
| ----- | ------ | -------------- | -------- | -------------- | ----------- |
| 1     | 12     | Cherokee Parks | Pívot    | Estados Unidos | Duke        |
| 1     | 24     | Loren Meyer    | Pívot    | Estados Unidos | Iowa State  |

## Temporada regular
| División Medio Oeste   | División Medio Oeste | División Medio Oeste | División Medio Oeste | División Medio Oeste | División Medio Oeste | División Medio Oeste | División Medio Oeste | División Medio Oeste |
| Equipo                 | G                    | P                    | %                    | PD                   | Casa                 | Fuera                | Div                  |                      |
| ---------------------- | -------------------- | -------------------- | -------------------- | -------------------- | -------------------- | -------------------- | -------------------- | -------------------- |
| y-San Antonio Spurs    | 59                   | 23                   | .720                 | –                    | 33–8                 | 26–15                | 19–5                 |                      |
| x-Utah Jazz            | 55                   | 27                   | .671                 | 4                    | 34–7                 | 21–20                | 14–10                |                      |
| x-Houston Rockets      | 48                   | 34                   | .585                 | 11                   | 27–14                | 21–20                | 15–9                 |                      |
| Denver Nuggets         | 35                   | 47                   | .427                 | 24                   | 24–17                | 11–30                | 13–11                |                      |
| Minnesota Timberwolves | 26                   | 56                   | .317                 | 33                   | 17–24                | 9–32                 | 10–14                |                      |
| Dallas Mavericks       | 26                   | 56                   | .317                 | 33                   | 16–25                | 10–31                | 10–14                |                      |
| Vancouver Grizzlies    | 15                   | 67                   | .183                 | 44                   | 10–31                | 5–36                 | 3–21                 |                      |

## Estadísticas

### Temporada regular
| Rk | Jugador          | Edad | P  | PT | MP   | TC  | TCI  | %TC  | T3  | T3I | %T3  | TL  | TLI | %TL  | RO  | RD  | RT   | AS  | RB  | TAP | BP  | FP  | PTS  |
| -- | ---------------- | ---- | -- | -- | ---- | --- | ---- | ---- | --- | --- | ---- | --- | --- | ---- | --- | --- | ---- | --- | --- | --- | --- | --- | ---- |
| 1  | Jason Kidd       | 22   | 81 | 81 | 37.5 | 6.1 | 16.0 | .381 | 1.6 | 4.9 | .336 | 2.8 | 4.1 | .692 | 2.5 | 4.3 | 6.8  | 9.7 | 2.2 | 0.3 | 4.0 | 1.9 | 16.6 |
| 2  | Jamal Mashburn   | 23   | 18 | 18 | 37.2 | 8.1 | 21.3 | .379 | 1.9 | 5.7 | .343 | 5.4 | 7.4 | .729 | 2.1 | 3.3 | 5.4  | 2.8 | 0.8 | 0.2 | 3.1 | 2.2 | 23.4 |
| 3  | George McCloud   | 28   | 79 | 63 | 36.0 | 6.7 | 16.2 | .414 | 3.3 | 8.6 | .379 | 2.3 | 2.8 | .804 | 1.5 | 3.3 | 4.8  | 2.7 | 1.4 | 0.5 | 2.1 | 2.7 | 18.9 |
| 4  | Jim Jackson      | 25   | 82 | 82 | 34.4 | 6.9 | 16.0 | .435 | 1.5 | 4.1 | .363 | 4.2 | 5.1 | .825 | 2.1 | 2.9 | 5.0  | 2.9 | 0.6 | 0.3 | 2.3 | 2.0 | 19.6 |
| 5  | Popeye Jones     | 25   | 68 | 68 | 34.1 | 4.8 | 10.8 | .446 | 0.2 | 0.6 | .359 | 1.5 | 2.0 | .767 | 3.8 | 7.0 | 10.8 | 1.9 | 0.8 | 0.4 | 1.6 | 3.9 | 11.3 |
| 6  | Lorenzo Williams | 26   | 65 | 61 | 27.8 | 1.3 | 3.3  | .407 | 0.0 | 0.0 | .000 | 0.4 | 1.1 | .343 | 3.6 | 4.4 | 8.0  | 1.3 | 0.7 | 1.9 | 1.2 | 3.5 | 3.0  |
| 7  | Tony Dumas       | 23   | 67 | 12 | 19.2 | 4.1 | 9.8  | .418 | 1.1 | 3.1 | .357 | 2.3 | 3.8 | .599 | 0.9 | 0.9 | 1.7  | 1.5 | 0.6 | 0.2 | 1.1 | 1.9 | 11.6 |
| 8  | Terry Davis      | 28   | 28 | 0  | 17.9 | 2.0 | 3.9  | .509 | 0.0 | 0.0 |      | 1.0 | 1.7 | .574 | 1.5 | 2.6 | 4.2  | 0.8 | 0.4 | 0.1 | 0.9 | 2.4 | 4.9  |
| 9  | Loren Meyer      | 23   | 72 | 21 | 17.6 | 2.0 | 4.6  | .439 | 0.0 | 0.2 | .273 | 1.0 | 1.4 | .686 | 1.6 | 2.8 | 4.4  | 0.8 | 0.3 | 0.4 | 0.9 | 3.1 | 5.0  |
| 10 | David Wood       | 31   | 37 | 0  | 17.4 | 1.8 | 4.2  | .435 | 0.5 | 1.6 | .322 | 0.8 | 1.1 | .725 | 1.1 | 2.5 | 3.6  | 0.7 | 0.4 | 0.2 | 0.5 | 3.2 | 4.9  |
| 11 | Lucious Harris   | 25   | 61 | 1  | 16.7 | 3.0 | 6.5  | .461 | 0.8 | 2.0 | .376 | 1.1 | 1.4 | .782 | 0.7 | 1.3 | 2.0  | 1.3 | 0.6 | 0.0 | 0.8 | 0.9 | 7.9  |
| 12 | Cherokee Parks   | 23   | 64 | 3  | 13.6 | 1.6 | 3.9  | .409 | 0.1 | 0.4 | .269 | 0.6 | 1.0 | .661 | 1.0 | 2.3 | 3.4  | 0.5 | 0.4 | 0.5 | 0.5 | 1.6 | 3.9  |
| 13 | Scott Brooks     | 30   | 69 | 0  | 10.4 | 1.9 | 4.2  | .457 | 0.4 | 0.9 | .403 | 0.9 | 1.0 | .855 | 0.2 | 0.4 | 0.6  | 1.4 | 0.6 | 0.0 | 0.6 | 0.8 | 5.1  |
| 14 | Donald Hodge     | 26   | 13 | 0  | 8.7  | 0.7 | 1.8  | .375 | 0.0 | 0.0 |      | 0.0 | 0.0 |      | 0.7 | 1.0 | 1.7  | 0.3 | 0.1 | 0.6 | 0.2 | 2.0 | 1.4  |
| 15 | Reggie Slater    | 25   | 3  | 0  | 8.7  | 1.7 | 3.7  | .455 | 0.0 | 0.0 |      | 0.3 | 0.7 | .500 | 0.3 | 1.3 | 1.7  | 0.0 | 0.0 | 0.0 | 1.0 | 2.0 | 3.7  |

## Galardones y récords
| Jugador    | Galardón |
| Jason Kidd | All-Star |